# 塔巴普昂
塔巴普昂是巴西圣保罗州的一个市镇。总面积345.603平方公里，总人口11255人，人口密度32.6人/平方公里。